# Боултон, Марджори
Ма́рджори Бо́ултон (англ. Marjorie Boulton [ˈbəʊltən]; 7 мая 1924, Теддингтон — 30 августа 2017) — эсперантская поэтесса, прозаик и драматург, эсперантолог; одна из наиболее видных представительниц «английской школы» в эсперантской поэзии. Член Академии эсперанто (1967). Президент тематической эсперантской организации Kat-amikaro и эсперанто-клуба ODES в Оксфорде.

## Биография
Родилась 7 мая 1924 года, англичанка. Училась в Сомервиль-колледже Оксфордского университета; имеет докторскую степень по литературоведению. По профессии — преподавательница английского языка и литературы. С 1949 года — эсперантист. Автор свыше 20 книг на эсперанто и английском языке.
В 1998 году удостоена Аленской премии за вклад в эсперанто-культуру. В 2008 году была номинирована на Нобелевскую премию по литературе.

## Литературная деятельность
Перу М. Боултон принадлежат несколько сборников стихотворений и поэм, сборник театральных пьес «Женщина у границы» и ряд прозаических произведений. Мягкий юмор, чёткая гуманистическая направленность стихотворных миниатюр и поэм поэтессы выдвигают её в ряд наиболее талантливых эсперантских поэтов.
За публикацией стихотворений М. Боултон в эсперантской периодике последовал её дебютный поэтический сборник «Контральто», изданный в 1955 г. При написании вошедших в этот сборник произведений поэтесса вдохновлялась богатым опытом преподавателя и путешественника (она участвовала, в частности, в работе многих эсперантских конгрессов).
От сборника к сборнику тематика поэтических произведений М. Бултон становится всё более разнообразной. Если в её сборнике «Частицы», были — по преимуществу — отражены тревожившие человека XX века проблемы, то сборник «Сто весёлых песен» состоит из стихотворных миниатюр, отражающих светлые стороны жизни и отличающихся тонким юмором.
Излюбленный стихотворный размер поэтессы — пятистопный ямб. В своих поэтических произведениях она активно пользуется диссонансными рифмами, нанизывая их целыми нитями: lumo — amo — komprenemo, mondo — grundo — legendo и т. д.
В книгу «Женщина у границы» вошли одноактные пьесы разнообразного содержания — лирические и трагические, дидактические и фантастические. Успехом пользовалась драма М. Бултон «Быть или не быть» (эсп. Esti aŭ ne esti), повествующая об ужасающих последствиях войны с применением ядерного оружия и поставленная Венгерским эсперанто-театром.
В 1960 г. М. Боултон опубликовала на английском языке «Биографию Заменгофа», где были представлены и дотоле неизвестные документы о жизни основоположника эсперанто. В 1962 г. эта книга вышла в переводе на эсперанто; историки эсперанто-движения относят её к числу лучших из существующих биографий Л. Л. Заменгофа.

## Важнейшие произведения
- Boulton M. Kontralte. — La Laguna: Stafeto, 1955.
- Boulton M. Cent ĝojkantoj. — Chorleywood, 1957.
- Boulton M. Eroj. — La Laguna: Stafeto, 1959.
- Boulton M. Virino ĉe la landlimo. — Kopenhago, 1959.
- Boulton M. Zamenhof, aŭtoro de Esperanto. — La Laguna: Stafeto, 1962.
- Boulton M. Dekdu piedetoj. — Eastbourne, 1964.
- Boulton M. Okuloj. — La Laguna: Stafeto, 1967.
- Boulton M. Ne nur leteroj de plum-amikoj. — Tyreso: Inko, 2000.